# Frank-Peter Roetsch
Frank-Peter Roetsch, někdy uváděn též jako Rötsch (narozen 19. dubna 1964 v Güstrowu) je bývalý německý biatlonista. V dresu Německé demokratické republiky ("Východního Německa") získal tři olympijské medaile, z toho dvě zlaté a jednu stříbrnou. Zlato vybojoval v závodě na 20 kilometrů (vytrvalostní závod) na olympijských hrách v Calgary roku 1988 a na stejných hrách i ve sprintu (10 km). Na předchozí olympiádě v Sarajevu roku 1984 získal stříbro na 20 km. Krom toho má tři individuální tituly mistra světa, jeden z dvacetikilometrové trati (1987) a dva ze sprintu (1985, 1987). Dvě zlaté ze světových šampionátů má i ze štafet (1987, 1989). Třikrát se stal celkovým vítězem Světového poháru (1983–84, 1984–85, 1986–87). Krom NDR reprezentoval v závěru kariéry ještě i sjednocené Německo. Závodil za klub SG Dynamo Zinnwald.